# إلين أندرسون ستاينبيك
إلين أندرسون ستاينبيك (بالإنجليزية: Elaine Anderson Steinbeck)‏ هي مديرة مسرح ‏ وممثلة أمريكية، ولدت في 14 أغسطس 1914 في أوستن في الولايات المتحدة، وتوفيت في 27 أبريل 2003 في مانهاتن في الولايات المتحدة.

## وصلات خارجية
- إلين أندرسون ستاينبيك على موقع IMDb (الإنجليزية)
- إلين أندرسون ستاينبيك على موقع قاعدة بيانات برودواي على الإنترنت (الإنجليزية)
- إلين أندرسون ستاينبيك على موقع قاعدة بيانات برودواي على الإنترنت (الإنجليزية)
- إلين أندرسون ستاينبيك على موقع كينوبويسك (الروسية)